# Bundesstraße 208
Die  Bundesstraße 208 (Abkürzung: B 208) führt von Bad Oldesloe, Kreis Stormarn (Schleswig-Holstein), bis nach Wismar (Mecklenburg-Vorpommern).

## Verlauf

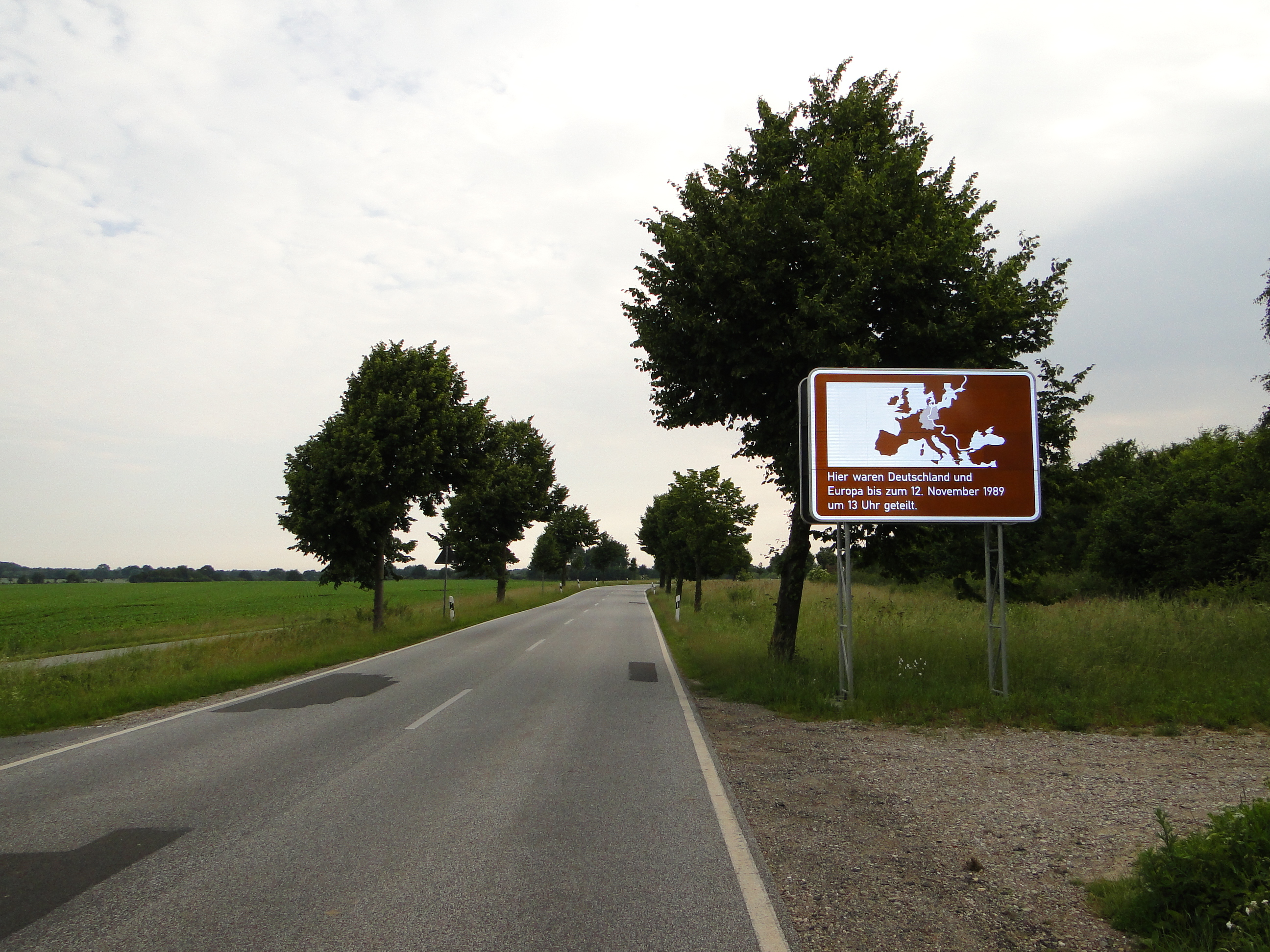
Schild an der ehemaligen Innerdeutschen Grenze mit der Aufschrift: Hier waren Deutschland und Europa bis zum 12. November 1989 um 13 Uhr geteilt.

Die B 208 beginnt in Bad Oldesloe an der B 75 und führt in südöstlicher Richtung über die A 1 / Europastraße 22 (E 22) (Anschlussstelle 26, Bad Oldesloe) durch Rethwischdorf, über Siebenbäumen nach Kastorf, wo die Landesstraße 92 quer gekreuzt wird. In Berkenthin wird der Elbe-Lübeck-Kanal überquert, kurz vor Ratzeburg wird am Harmsdorfer Kreuz die B 207, die Alte Salzstraße, im Naturpark Lauenburgische Seen gekreuzt. Über Dämme geht es durch den Ratzeburger See durch die Inselstadt Ratzeburg. Hinter Ratzeburg geht es östlich weiter über Ziethen, Roggendorf und Gadebusch, wo die B 104 gekreuzt wird. Kurz nach der Überquerung der A 20 endet die B 208 bei Wismar an einem Kreisverkehr, der von der B 106 durchlaufen wird.

## Verkehrszahlen
Zuletzt wurde 2015 eine manuelle Verkehrszählung auf der B 208 durchgeführt. Der meiste Verkehr, mit 13.300 Kfz/24h wurde dabei in Bad Oldensloe gezählt. Im weiteren Verlauf fällt der Verkehr auf durchschnittlich 4.500 Kfz/24h mit einem durchschnittlichen Anteil von 6 % Schwerlastverkehr.

## Unfallzahlen
Unfallschwerpunkte sowie Unfallzahlen zu Abschnitten bzw. einzelnen Orten der B 208 finden sich für die Jahre 2016–2022 im Unfallatlas des Bundes.

## Geschichte
Die um 1937 eingerichtete Reichsstraße 208 führte ursprünglich nur von Gadebusch bis Ratzeburg. In den frühen 1960er Jahren wurde diese Bundesstraße bis Bad Oldesloe verlängert.
In der DDR hatte die Straße einen anderen Verlauf. Sie zweigte von der F 104 in Rehna ab und führte über Carlow zum Lüdersdorfer Ortsteil Herrnburg, wo sie nach 25 Kilometern gegenüber Lübeck an der innerdeutschen Grenze endete.
Am 12. November 1989 spielte die Feuerwehr Kühsen am innerdeutschen Grenzübergang für die durchreisenden DDR-Bürger.